# بيتر نيكسون
بيتر نيكسون (بالإنجليزية: Peter Nixon) هو سياسي أسترالي، ولد في 22 مارس 1928 في أستراليا. حزبياً، نشط في الحزب الوطني الأسترالي. وقد انتخب عضو مجلس النواب الأسترالي عن دائرة غبسلند (9 ديسمبر 1961 – 4 فبراير 1983).